# Los Remedios, Durango
Los Remedios är en ort i Mexiko.   Den ligger i kommunen Tamazula och delstaten Durango, i den centrala delen av landet, 900 km nordväst om huvudstaden Mexico City. Los Remedios ligger 410 meter över havet och antalet invånare är 420.
Terrängen runt Los Remedios är bergig österut, men västerut är den kuperad. Los Remedios ligger nere i en dal. Runt Los Remedios är det mycket glesbefolkat, med 5 invånare per kvadratkilometer. Los Remedios är det största samhället i trakten. I omgivningarna runt Los Remedios växer huvudsakligen savannskog.